# Championnats du monde de gymnastique acrobatique 2021
Navigation
Édition précédente Édition suivante
Les championnats du monde de gymnastique acrobatique 2021, vingt-septième édition des championnats du monde de gymnastique acrobatique, ont lieu du 2 au 4 juillet 2021 au Centre sportif des Vernets à Genève, en Suisse.
La compétition est initialement prévue du 29 au 31 mai 2020 mais est reportée en raison de la pandémie de Covid-19 en Suisse.
Du fait de l'exclusion de la Russie par le Tribunal arbitral du sport de toutes compétitions internationales jusqu'en décembre 2022 en raison d'un scandale de dopage d'État, les gymnastes russes ne peuvent représenter officiellement la Russie. Ils participent donc de manière « neutre » à la compétition en représentant leur fédération sportive, la Fédération russe de gymnastique.

## Podiums
Ci-dessous le tableau des médaillés :
| Épreuve         | Or | Argent | Bronze |
| --------------- | --- | --- | --- |
| Par équipe      | Fédération russe de gymnastique Viktor Grechukhin Bogdan Makeev Vadim Nabiev Dmitrii Slabukha Timofei Ivanov Maksim Karavaev Kirill Startsev Victoria Aksenova | Belgique Simon De Wever Jonas Raus Viktor Vermeire Wannes Vlaeminck Robin Casse Noam Patel Kim Bergmans Lise de Meyst Bo Hollebosch | Kazakhstan Georgiy Leiko Yevgeniy Mamashev Vladislav Nikiforov Roman Ramburger Daniyel Dul Vadim Shulyar Alexandra Rudakova Damira Talgat |
| Duo masculin    | Fédération russe de gymnastique Timofei Ivanov Maksim Karavaev                                                                                                 | Belgique Robin Casse Noam Patel | Biélorussie Maksim Markevich Aleh Mikhalevich                                                                                             |
| Duo féminin     | Portugal Rita Ferreira Ana Teixeira | États-Unis Emily Davis Aubrey Rosilier                                                                                              | Fédération russe de gymnastique Diana Korotaeva Amina Omari                                                                               |
| Duo mixte       | Fédération russe de gymnastique Kirill Startsev Victoria Aksenova                                                                                              | Allemagne Daniel Blintsov Pia Schütze                                                                                               | Ukraine Ivan Labunets Anita Pyrlyk |
| Groupe féminin  | Fédération russe de gymnastique Daria Chebulanka Sofia Polishchuk Daria Tikhomirova                                                                            | Belgique Kim Bergmans Lise de Meyst Bo Hollebosch                                                                                   | Portugal Barbara da Silva Sequeira Francisca Maia Francisca Sampaio Maia                                                                  |
| Groupe masculin | Fédération russe de gymnastique Viktor Grechukhin Bogdan Makeev Vadim Nabiev Dmitrii Slabukha                                                                  | Israël Hen Banuz Lior Borodin Amir Daus Tomer Offir                                                                                 | Ukraine Stanislav Kukurudz Yurii Push Yuriy Savka Taras Yarush                                                                            |

## Tableau des médailles
| Rang  | Nation                          | Or | Argent | Bronze | Total |
| ----- | ------------------------------- | -- | ------ | ------ | ----- |
| 1     | Fédération russe de gymnastique | 5  | 0      | 1      | 5     |
| 2     | Portugal                        | 1  | 0      | 1      | 2     |
| 3     | Belgique                        | 0  | 3      | 0      | 3     |
| 4     | Allemagne                       | 0  | 1      | 0      | 1     |
| 4     | États-Unis                      | 0  | 1      | 0      | 1     |
| 4     | Israël                          | 0  | 1      | 0      | 1     |
| 7     | Ukraine                         | 0  | 0      | 2      | 2     |
| 8     | Biélorussie                     | 0  | 0      | 1      | 1     |
| 8     | Kazakhstan                      | 0  | 0      | 1      | 1     |
| Total | Total                           | 6  | 6      | 6      | 18    |